# Balogh Ferenc (urológus)
Balogh Ferenc (Sajószentpéter, 1916. január 29. – Budapest, 2003. szeptember 13.) magyar orvos, urológus, egyetemi tanár. Az orvostudományok doktora (1963). A Magyar Urológiai Társaság örökös tiszteletbeli elnöke, a Magyar Onkológiai és Nephrológiai Társaság elnökségi tagja volt.

## Életpályája
Középiskolai tanulmányait a miskolci református gimnáziumban végezte el. 1935–1941 között a Budapesti Orvostudományi Egyetem hallgatója volt. 1938–1941 között a Pázmány Péter Tudományegyetem Kórbonctani Intézet gyakornoka, 1941–1942 között tanársegéde volt. 1938–1945 között több alkalommal katonai szolgálatot teljesített az arcvonalban. 1942–1946 között az Urológiai Klinika gyakornoka, 1946–1951 között egyetemi tanársegéde, 1951–1960 között egyetemi adjunktusa, 1960–1963 között egyetemi docense volt. 1946-ban urológus-sebész szakképesítést szerzett. 1948-ban belépett a Magyar Kommunista Pártba, de tagságát a párt 1956-os átalakulását követően csak 1960-ban újította meg. 1955-ben az orvostudományok kandidátusa, 1963-ban pedig az orvostudományok doktora lett. 1961–1967 között a TMB Klinikai Bizottságának és plénumának tagja volt. 1963–1974 között a Pécsi Orvostudományi Egyetem Urológiai Klinikájának egyetemi tanára volt. 1974–1986 között a Semmelweis Orvostudományi Egyetem Urológiai Klinikájának tanszékvezető egyetemi tanára volt. 1986-ban nyugdíjba vonult. 1997-től a Révai új lexikona munkatársa volt.
Kutatási területe az urológiai daganatok, az urológiai röntgendiagnosztika, a nephrológia, a hólyagdaganatok immunhisztológiája. Több mint 400 tudományos dolgozata, 12 könyvrészlete, 11 monográfiája, illetve tankönyve jelent meg.

## Családja
Szülei Balogh Lajos és Farkas Lídia voltak. 1944-ben házasságot kötött Koppány Erzsébettel. Három lányuk született: Lídia (1947), Melinda (1948) és Ildikó (1950).
Sírja a Farkasréti temetőben található (31-0-5-14).

## Művei
- Pathológusok Évkönyve (1941)
- Három különböző kiindulású carcinoma együttes jelentkezése (Pathológusok Évkönyve, 1941)
- Prostata carcinoma és álhártya a hólyagban (Magyar Urologia, 1944)
- A vese üregrendszerének felszívódási viszonyai (Rényi-Vámos Ferenccel és Szendrői Zoltánnal; In: Kísérletes Orvostudomány, 1950)
- Malignus hólyagdaganatok prognózisa szövettani kép alapján (Magyar Sebészet, 1950)
- Húgyivarszervi daganatok egyes patológiai tulajdonságainak jelentősége a klinikumban (Kandidátusi értekezés; Budapest, 1955)
- Az urogenitális rendszer traumatológiája (Budapest, 1957)
- Húgyszervek traumatológiája (Traumatológia, 1958)
- Nemiszervek traumatológiája (Traumatológia, 1958)
- Pathologie und Klinik der Nierengeschwülste (Szendrői Zoltánnal; Budapest, 1960)
- A vesedaganatok klinikopatológiája. Mátyus Endrével (Orvosképzés, 1962)
- A prosztatarák kezelésének mai állása, különös tekintettel a komplex konzervatív therápiára (Doktori értekezés; Pécs, 1963)
- Der Prostatakrebs (Budapest-Drezda-Lipcse; 1965)
- A gyakorló orvos urológiája (Budapest, 1967; 4. kiadás: 1976)
- Cancer of Prostate (Szendrői Zoltánnal; Budapest, 1968)
- Pyelonephritis (Rényi-Vámos Ferenccel; Budapest, 1977, angolul: 1979)
- Heredaganatok (Pintér Józseffel; Budapest, 1978)
- Az urológiai daganatsebészet fejlődéséről (Magyar Onkológia, 1978)
- A magyar urológia fejlődése (Orvosi Hetilap, 1984)
- Magyar urológia 1946 és 1996 között. In: Magyar Urológia (1997)

### Szerkesztései
- Nephrológia. A vese megbetegedései (Petrányi Gyulával, Rényi-Vámos Ferenccel; Budapest, 1980)
- Dialíziskezelés (Rényi-Vámos Ferenccel, Taraba Istvánnal; Budapest, 1985)
- Urológia (Budapest, 1986)

## Díjai
- Kiváló Orvos (1966)[2]
- Krompecher Ödön-emlékérem (1980)[2]
- Markusovszky-díj (1982)[2]
- Illyés Géza-emlékérem (1984)[2]
- Munka Érdemrend arany fokozat (1986)
- Semmelweis Ignác-díj (1991)[2]
- Semmelweis-emlékérem (1996)[2]
- Babics Antal-emlékérem (1997)[2]
- Pro Sanitate-díj (2000)[2]
- Gyémántdiploma (2001)